# Оук Риџ (Тенеси)
Оук Риџ (енгл. Oak Ridge) град је у америчкој савезној држави Тенеси.

## Демографија
По попису из 2010. године број становника је 29.330, што је 1.943 (7,1%) становника више него 2000. године.
| Група             | 2000.          | 2010.          |
| Белци             | 23.517 (85,9%) | 23.978 (81,8%) |
| Афроамериканци    | 2.239 (8,2%)   | 2.381 (8,1%)   |
| Азијати           | 576 (2,1%)     | 732 (2,5%)     |
| Хиспаноамериканци | 529 (1,9%)     | 1.348 (4,6%)   |
| Укупно            | 27.387         | 29.330         |